# آکیهیرو یامائوچی
آکیهیرو یامائوچی (انگلیسی: Akihiro Yamauchi؛ زادهٔ ۳۰ نوامبر ۱۹۹۳) بازیکن والیبال اهل ژاپن است.
از باشگاه‌هایی که در آن بازی کرده‌است می‌توان به پاناسونیک پانترز اشاره کرد.